# Vue de Bayonne, prise à mi-côte sur le Glacis de la Citadelle
Vue de Bayonne, prise à mi-côte sur le Glacis de la Citadelle, est une huile sur toile réalisée en 1760 par le peintre français Joseph Vernet. Conservée au musée national de la Marine de Paris, l'œuvre est un dépôt du musée du Louvre depuis 1943.

## Genèse de l'œuvre
C’est l’un des quinze tableaux réalisés pour la série Vues des ports de France, commandée en 1753 par le marquis de Marigny pour le roi Louis XV et exécutée entre 1754 et 1765.
Vernet arrive à Bayonne en juillet 1759. Sa famille le rejoint par trois mois plus tard et ils y résident pendant deux ans avant de s’installer à La Rochelle.
La commande royale prévoyait initialement une seule vue de Bayonne. Toutefois, Vernet ne parvient pas à identifier un point de vue unique pour représenter le port et obtient l’accord du marquis de Marigny pour réaliser deux tableaux. Celui-ci illustre la topographie de la ville et le second, Vue de Bayonne, prise de l'allée des Boufflers, près de la porte de Mousserole, met en valeur son activité fluvio-maritime.

## Description
Ce tableau représente un panorama de Bayonne, au coucher du soleil, vu en plongée depuis la rive droite de l’Adour. Il témoigne de l’aspect de la ville à l’époque de Joseph Vernet. La composition est encadrée par deux arbres, avec à l’arrière-plan le centre-ville, traversé par la Nive.
On distingue, à droite, la cathédrale Sainte-Marie de Bayonne, dans son état antérieur aux travaux du XIXe siècle, et à gauche, le Château-Neuf et l’ancienne porte de France, située à l’extrémité du pont Saint-Esprit et détruite au début du XXe siècle.
La pénombre du premier plan donne un effet de clair-obscur. Des moutons, des chèvres, des bergers, des paysans et des laveuses de linge illustrent le caractère rural et montagnard de la région. Des entrepôts vinicoles sont alignés en bordure du fleuve.

## Réception
Les deux vues de Bayonne sont exposées au Salon de peinture et de sculpture de 1761. Denis Diderot en fait un commentaire dans le livret du Salon :

« Les deux Vues de Bayonne que M. Vernet a données cette année sont belles, mais il s’en manque beaucoup qu’elles intéressent et qu’elles attirent autant que ses compositions précédentes. Cela tient au moment du jour qu’il a choisi. La chute du jour a rembruni et obscurci tous les objets. Il y a toujours un grand travail, une grande variété, beaucoup de talent ; mais on dirait volontiers en les regardant : « À demain, lorsque le soleil sera levé. » Il est sûr que M. Vernet n’a pas peint ces deux morceaux à l’heure qu’on choisirait pour les admirer. La grande réputation de l’auteur fait aussi qu’on est plus difficile ; il mérite bien d’être jugé sévèrement. »

— Denis Diderot.